# Matovce
Matovce (do roku 1927 slovensky „Maťovce“; maďarsky Mátévágása – do roku 1907 Mátévágás) jsou obec v okrese Svidník na severovýchodním Slovensku. Nachází se v Nízkých Beskydech, přesněji v Ondavské vrchovině, po obou stranách říčky Radomky v povodí Topľy. Přes Matovce vede slovenská silnice I/21, která je součástí evropské silnice E37. Žije zde 117 obyvatel.

## Historie
Matovce jsou poprvé písemně zmíněny v roce 1423 jako Matheywagasd, další historické názvy jsou Matheugasa (1427), Matyowcze (1773) a Maťovce (1808). V roce 1427 je zaznamenáno 21 port. V roce 1787 měla obec 27 domů a 264 obyvatel, v roce 1828 zde bylo 27 domů a 223 obyvatel, kteří byli zaměstnáni jako lesní dělníci. Od poloviny 19. století a za první ČSR se obyvatelé ve větší míře vystěhovali.

## Pamětihodnosti
- Řeckokatolický kostel Narození přesvaté Bohorodičky postavený v roce 1819 v klasicistickém slohu.[3]